# Hutong
Pour l’article homonyme, voir Hutong.

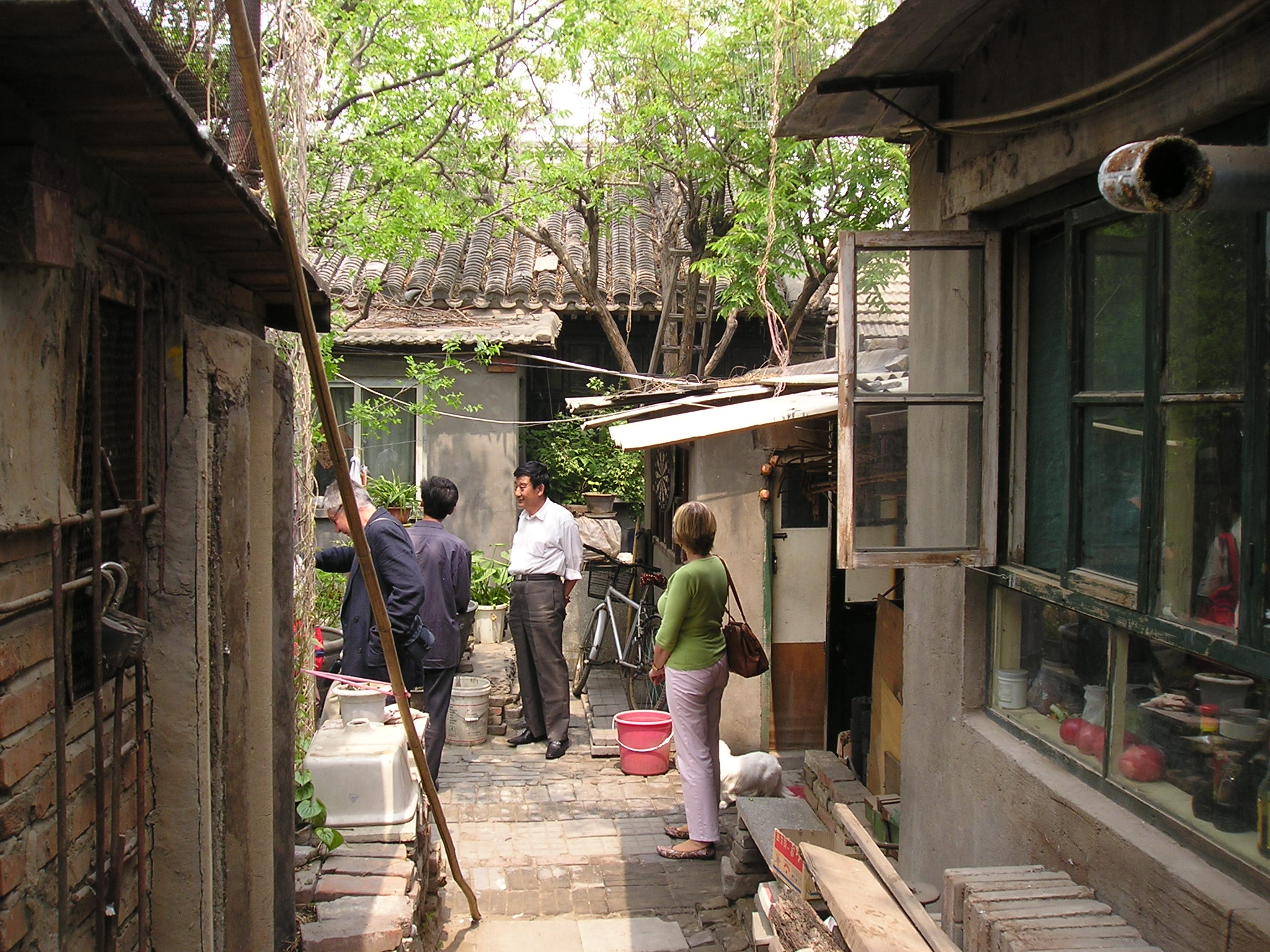
Cour intérieure dans un siheyuan auquel on a accès par la ruelle, hutong.

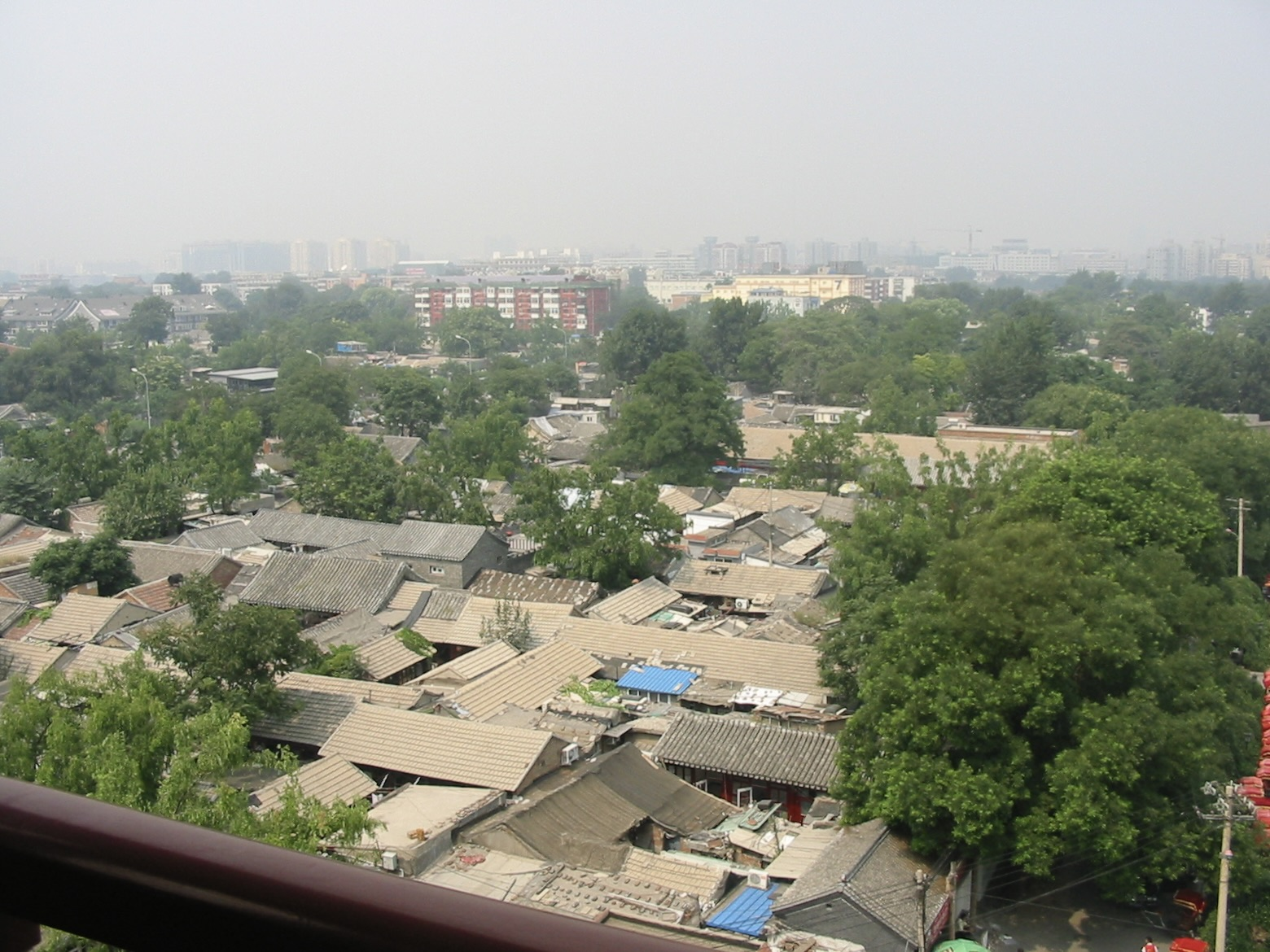
Vue aérienne d'un hutong au pied de la tour de la cloche de Pékin en 2007.

Le terme hutong (en chinois : 胡同 ; en pinyin : hútong) s'applique à un petit quartier urbain constitué de passages étroits et à ces ruelles, elles-mêmes étroites, à Pékin. Le nom donné à un hutong (comme « Ruelle de la pagode en brique », Zhuanta Hutong (北京旅游网)) s'applique à un ensemble de ruelles, ensemble de ruelles qui contient de nombreux siheyuan (habitations groupées autour d'une cour). Les hutong sont les principales voies de communication entre les habitations du centre de Pékin. Ces quartiers sont séparés les uns des autres par des artères, qui en constituent les limites et produisent une structure concentrée semblable à celle que l'on rencontre dans les siheyuan. Quelques villes préservées possèdent aussi des hutong, comme Pingyao.

## Histoire
Les hutong constituent un des symboles de Pékin avec une histoire de plus de 700 ans. En effet, les hutong ont été construits sous la dynastie des Yuan. Le mot « hutong » vient du mongol худаг, khudag, qui signifie « le puits ». L’eau a toujours été un élément important de la vie quotidienne, donc les résidences ont été construites en fonction des puits disponibles. Petit à petit les hutong se formèrent, regroupant plusieurs ruelles.
Les hutong situés juste à l'Est et à l'Ouest de la Cité interdite ont été réservés aux aristocrates et à l'élite de la Beijing des Qing. Ces venelles et allées étaient célèbres pour leurs maisons avec cour qui en comptaient souvent trois.

## La construction des hutong
Les hutong sont des ruelles orientées Est-Ouest pour que les ouvertures principales des siheyuan et des habitations soient tournées vers le Sud, répondant ainsi aux exigences du feng shui. Les siheyuan, à cour carrée, sont construits en brique. Ces maisons traditionnelles ouvrent sur différentes cours carrées, en gardant l'atmosphère villageoise. La plupart des quartiers de Pékin ont été formés en joignant un siheyuan à un autre, qui lui-même rejoignait un autre siheyuan, et ainsi de suite jusqu'à créer la ville entière. 

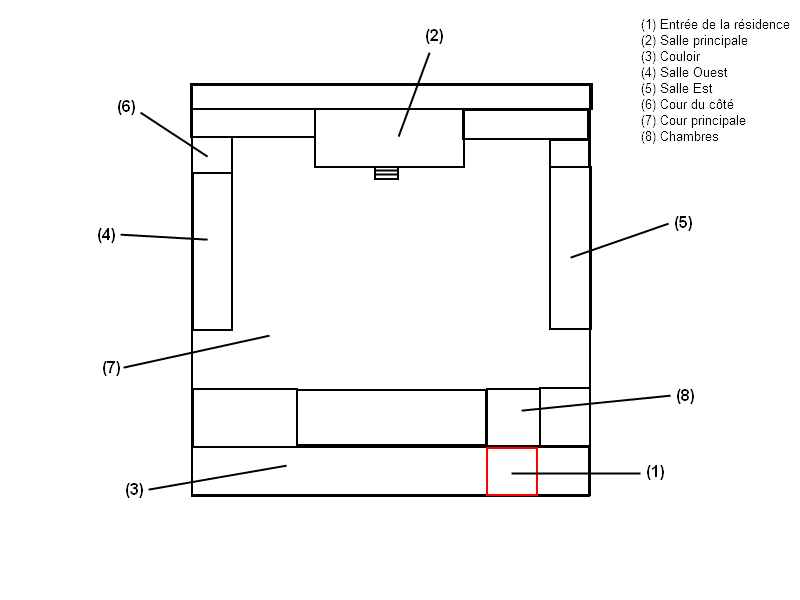
Schéma structurel d'un siheyuan.

## Ruelles et cours
Dans la vieille Chine, la définition des rues et des ruelles était stricte. Les ruelles (hutong) constituaient des réseaux d'accès intérieurs aux vastes blocs que découpent les avenues pékinoises. Ce sont parfois de longs couloirs aux murs ponctués par des portes en bois donnant sur les maisons à cour carrée (siheyuan). Ces ruelles abritent commerces et toilettes publiques.
Les largeurs étaient fixées par des règlements. Les hutong faisaient rarement plus de 9 mètres de large, certains seulement 3 ou 4 mètres. De nos jours, les hutong sont étroits, entre 4 mètres et 70 cm, et sillonnent encore certains quartiers de la ville. Cependant, Pékin est victime d'un processus d'urbanisation à très vive allure et de spéculation immobilière qui tendent à faire disparaître les habitations traditionnelles au profit d'immeubles modernes.
Les cours sont les éléments centraux des siheyuan.

## Hutong en « danger»
Bien que les hutong aient été une architecture traditionnelle répandue par le passé, ces mêmes hutong sont en voie de disparition aujourd'hui à cause de l'évolution urbaine de la ville de Pékin. Un trop long manque d'entretien et une inadéquation aux moyens modernes de transport ont justifié, aux yeux des autorités, la destruction ces dernières années de la plupart des ruelles pékinoises. La plupart des hutong ont été démolis à une vitesse extrêmement rapide entre 1990 et 2010.
Depuis 2016, la municipalité de Pékin a classé plusieurs de ces quartiers anciens dans un plan de protection et de rénovation urbaine. Un nouveau consensus est apparu pour faire valoir l'intérêt de ce patrimoine. Ainsi, les vieux quartiers de hutong sont actuellement soumis à une rénovation vigoureuse, voire en reconstruction, mais aucune nouvelle destruction n'est autorisée.
Ces hutong deviennent des lieux touristiques très fréquentés grâce à l'harmonie naturelle qui s'en dégage : les feuillages des arbres ombragent les rues et les petits restaurants. Au printemps, loin des artères bondées, s'y promener à vélo est un plaisir.

## Quelques hutong

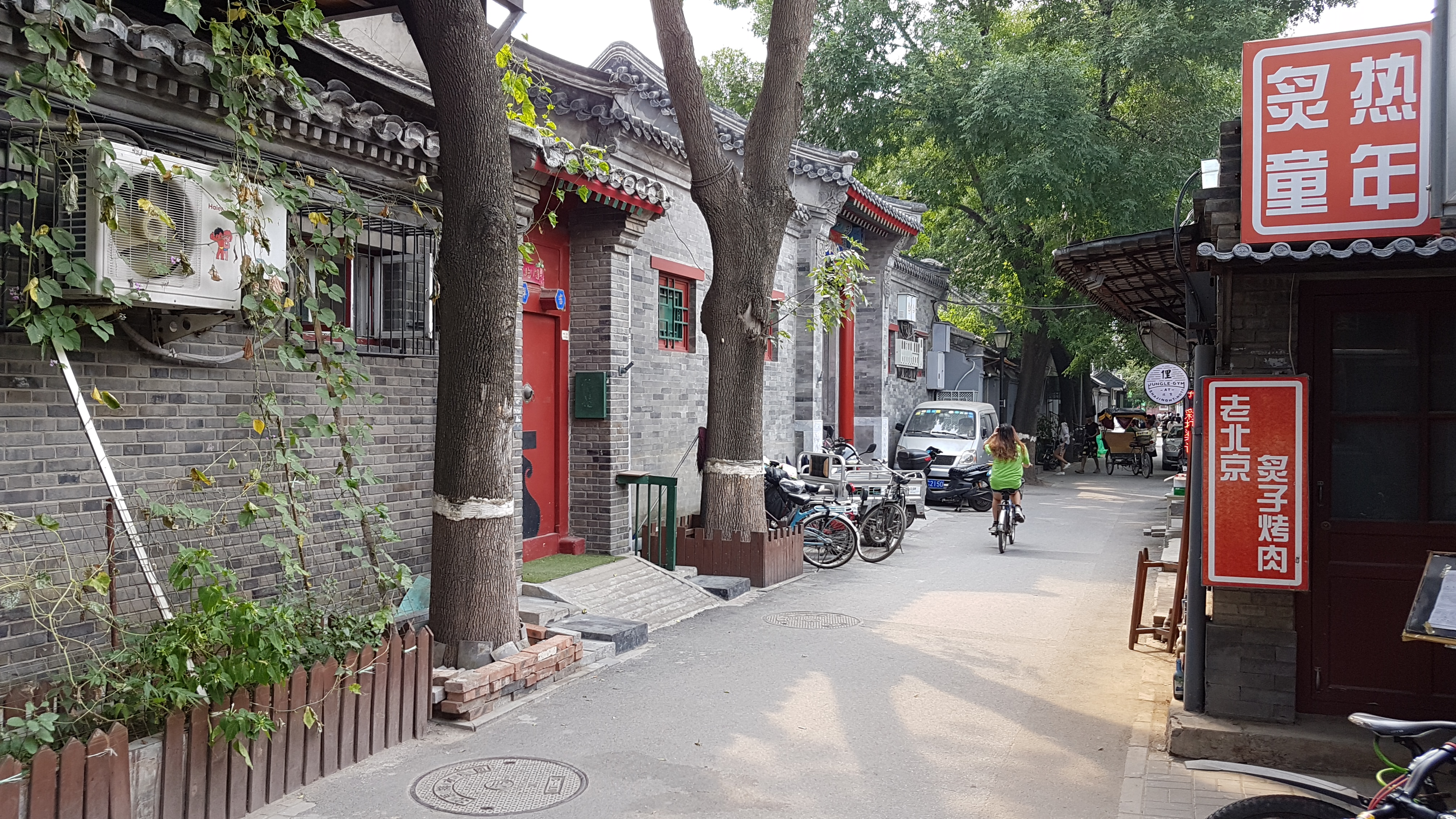
Ruelle de Nanluoguxiang. Origine sous les Yuan (2016).

Comme les hutong, plus ou moins rénovés au fil du temps, évoquent la vie urbaine de l'ancien Pékin, ils attirent de plus en plus de touristes venant d'autres provinces de Chine, ou d'ailleurs. Voici quelques hutong :
- South Gong and Drum Lane (Nanluogu Xiang - 南锣鼓巷)
- Skewed Tobacco Pouch Street (Yandai Xiejie - 烟袋斜街)
- Yangmeizhu Xiejie (杨梅竹斜街)
- Liulichang (琉璃厂)
- Gulou (鼓楼)
- Lingjing Hutong  (灵境胡同)
- Sanmiaojie Hutong (三庙街胡同), le plus ancien[4]

et aussi
- Zhuanta Hutong (北京旅游网)
- Mao'er Hutong (北京旅游网)
- Wudaoying Hutong (五道营胡同)
- Fangjia Hutong (北京旅游网)
- Le quartier de Dashilan et Tan'er Hutong

## Galerie d'images

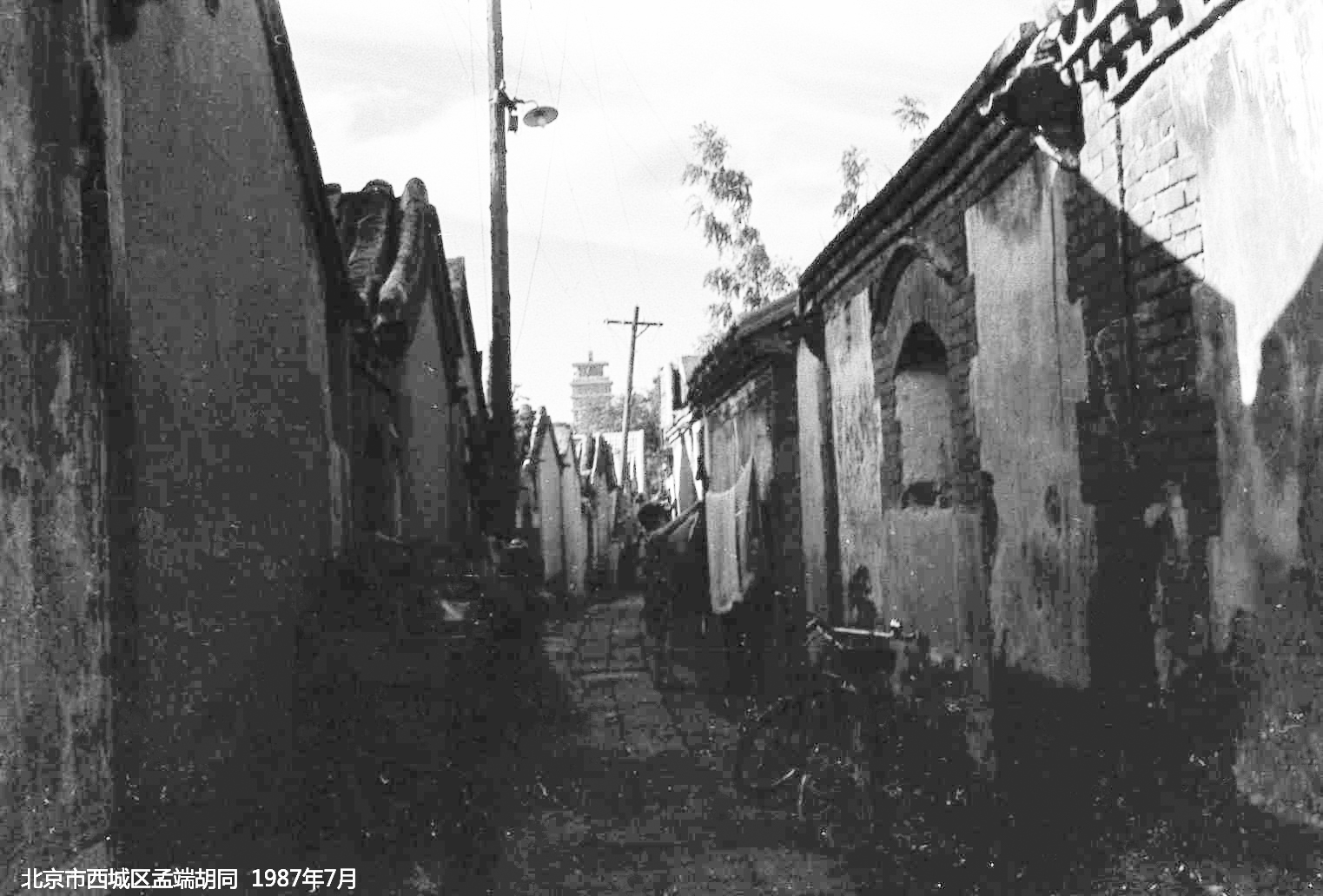
Meng Duan Hutong, district de Xicheng, Pékin (1987).
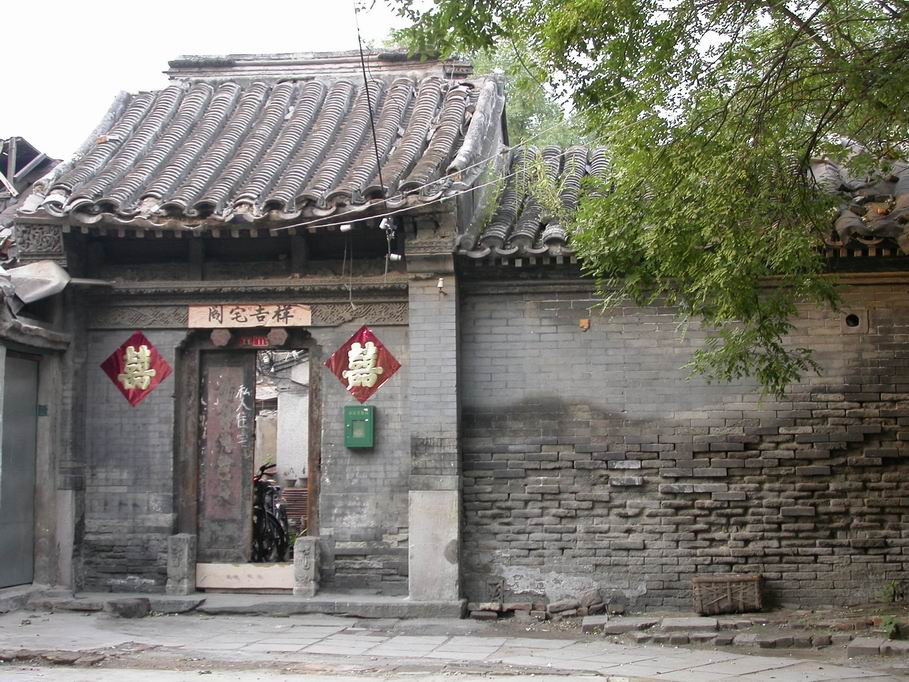
Porte de siheyuan donnant sur un hutong (2004).
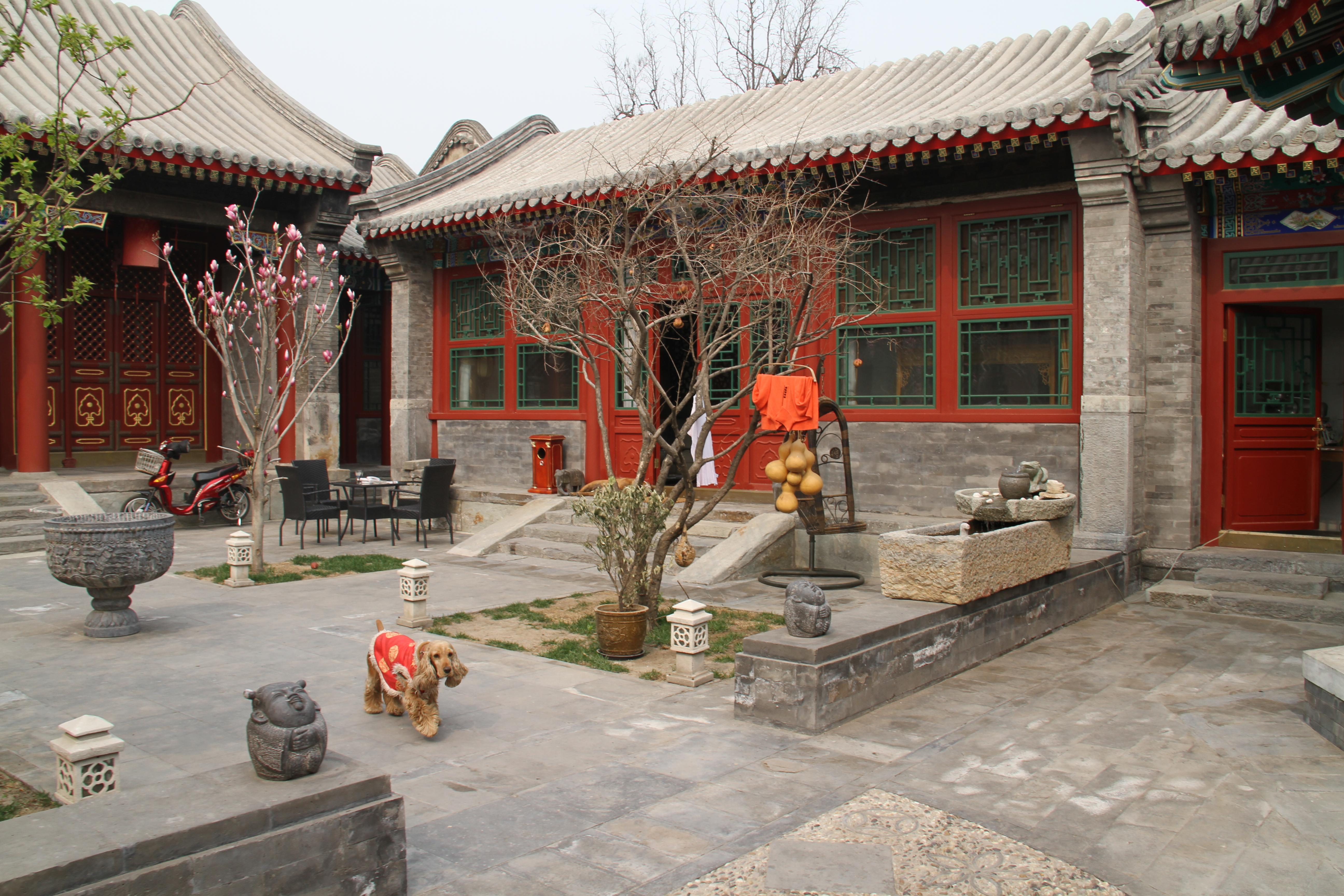
Cour d'un siheyuan du district de Xicheng (2010).
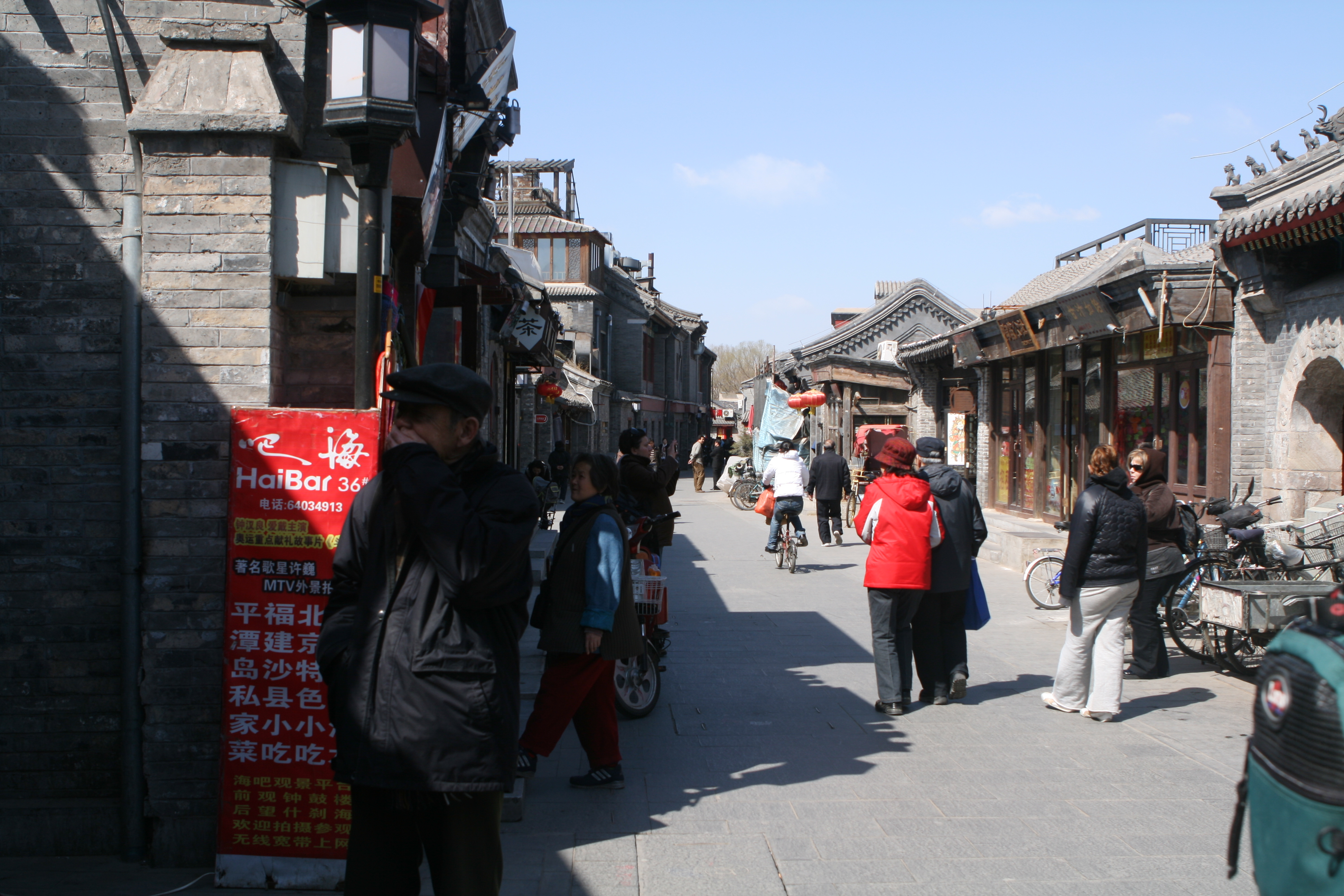
Hutong large. Yandai Xiejie (2010).
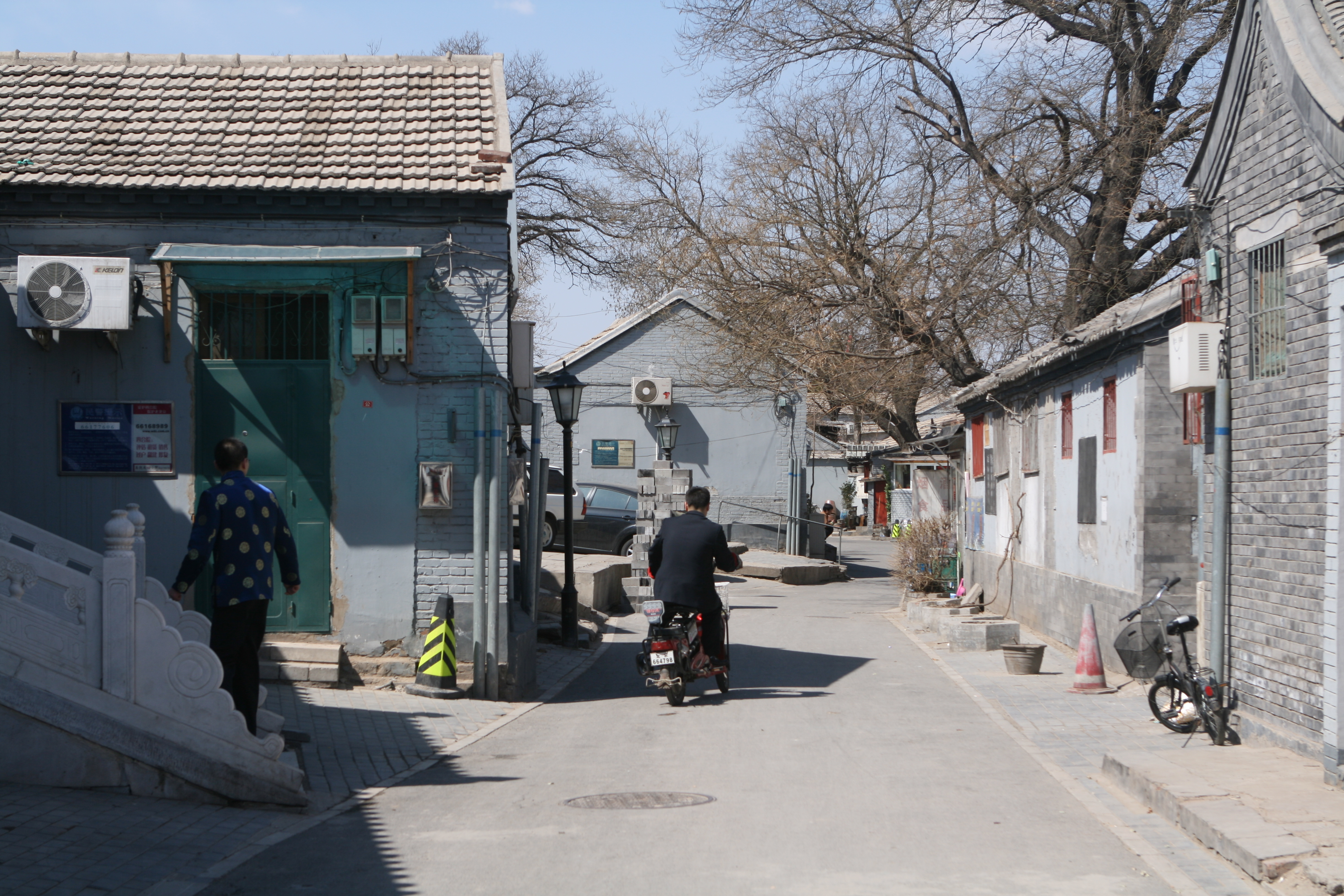
Un hutong populaire (2010).
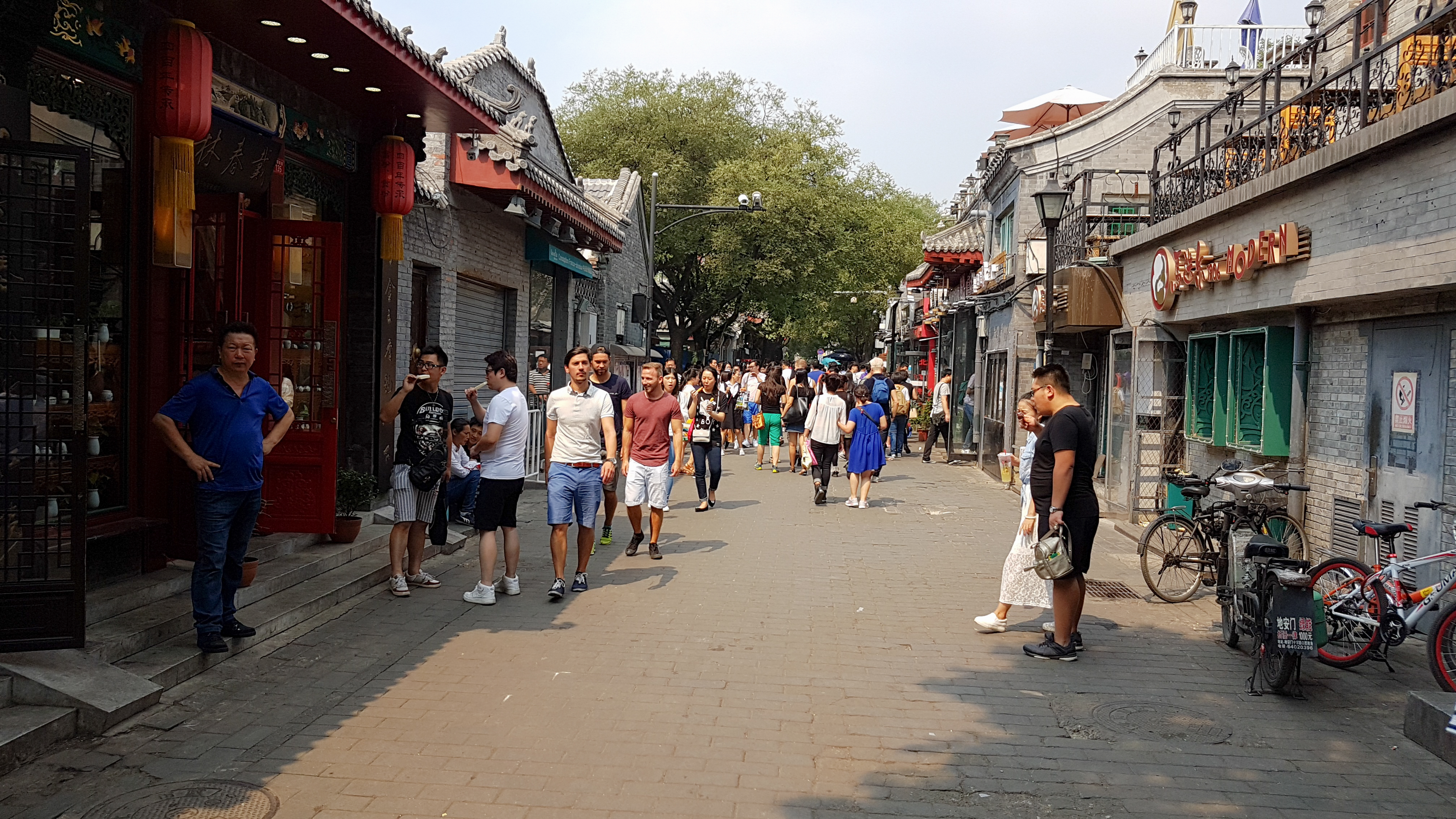
Nanluoguxiang hutong (2016).